# Sant’Ambrogio (Monfalcone)

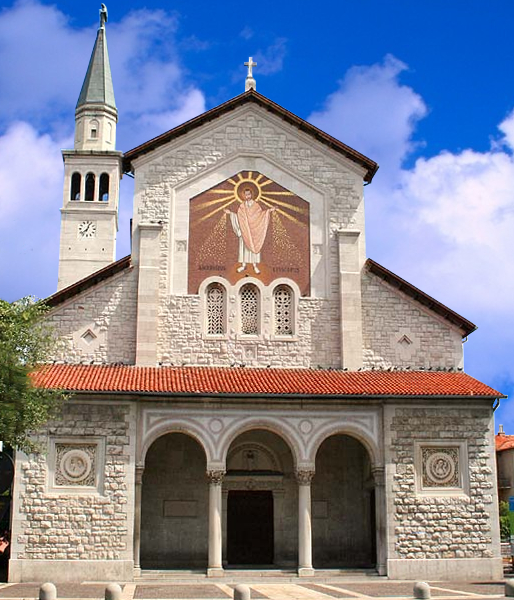
Basilika Sant’Ambrogio

Die Basilika Sant’Ambrogio ist eine römisch-katholische Kirche bei Monfalcone in der italienischen Region Friaul-Julisch Venetien. Die auch als Dom von Monfalcone bezeichnete Pfarrkirche des Erzbistums Gorizia hat den Rang einer Basilica minor. Die neoromanische Kirche wurde in den 1920er Jahren errichtet, nachdem die Vorgängerkirche wie große Teile der Stadt im Ersten Weltkrieg zerstört worden war.

## Geschichte
Der alte, bereits Ambrosius von Mailand im Jahr 1315 geweihte Dom, wurde bei einem österreichisch-ungarischen Artillerieangriff am 9. Juli 1915 im Umfeld der Isonzoschlachten schwer beschädigt. Bei dem Angriff wurde der Kirchturm getroffen, der in der Folge auf den Dom stürzte, wobei der Bau mit Ausnahme der Fassade so gut wie zerstört wurde und die darin befindlichen bedeutenden historischen Kunstwerke verloren gingen.
Mit dem Wiederaufbau der Stadt wurde auch die Kirche neu errichtet, für den Neubau wurde ein neuer Standort auf einem Grundstück an der heutigen Via Fratelli Rosselli gewählt. Nach einem Architektenwettbewerb 1922 begannen die Bauarbeiten 1926 nach dem Entwurf der Sieger Gino Benigni und Francesco Leoni. Mit Fertigstellung der Kirche wurde sie 1929 geweiht. 1940 erhielt die Kirche durch Papst Pius XII. den Titel einer Basilica minor verliehen. Der Campanile auf der linken Chorseite wurde erst 1956 errichtet.
Das Gebäude ist in einem neoromanischen Baustil nach dem Entwurf der römischen Architekten Benigni und Leoni errichtet, der den romanischen Stil der alten Kathedrale widerspiegeln soll. Die dreischiffige Basilika besitzt keine Deckengewölbe. Die Seitengänge sind durch Säulenarkaden mit Rundbögen vom Mittelschiff abgetrennt, der Chor mit Fünfachtelschluss ist stark erhöht. In der Apsis wurde 1935 von der Firma Beniamino Zanin e Figli aus Camino al Tagliamento die Orgel Opus 296 installiert.